# Michail Wiktorowitsch Sofronow
Michail Wiktorowitsch Sofronow (russisch Михаи́л Ви́кторович Софро́нов [mʲɪxɐˈiˑɬ ˈvʲiˑktə⁠rə⁠vʲɪʧʲ sɐˈ⁠frɔˑnə⁠f], geboren am 11. Oktober 1929 in Leningrad) ist ein sowjetischer und russischer Sinologe, Sprachwissenschaftler und Experte für die tangutische Sprache und Kultur. Er ist Professor für chinesische Philologie am Afroasiatischen Institut der Staatlichen Universität Moskau.

## Biografie

### Kindheit und Jugend
Sofronows Vater war gebürtiger Petersburger, Ingenieur, Spezialist für Synthesekautschuk; seine Mutter kam aus einem entlegenen Dorf und war die erste in ihrer Familie, die eine Ausbildung erhielt. Von September 1941 bis Februar 1942 lebte Sofronow mit seinen Eltern im von der Wehrmacht belagerten Leningrad; dann wurde er mit seiner Mutter in das Gebiet Kirow evakuiert. Im September 1944 kehrte er nach Leningrad zurück und schloss 1947 das Gymnasium Nr. 248 ab.

### Studium und Militärdienst
Sofronow inskribierte zunächst sowohl an der Juristischen als auch an der Orientalischen Fakultät der Staatlichen Universität Leningrad, entschied sich letztlich aber für die Orientalistik.
Er studierte bei Wassili Michailowitsch Alexejew (einem Schüler von Édouard Chavannes sowie Freund von Paul Demiéville und Édouard Gaspardon), Margarita Iwanowna Matussewitsch (einer Schülerin von Lew Wladimirowitsch Schtscherba), Wassili Wassiljewitsch Struwe und Wiktor Maximowitsch Schirmunski.
Chinesische Philologie wurde vor allem von Olga Lasarewna Fischman und Isolde Emiliewna Ziperowitsch gelehrt, modernes Chinesisch von Alexander Alexandrowitsch Dragunow und von dem erst kürzlich aus China zurückgekehrten Wiktor Andrejewitsch Welgus, klassisches Chinesisch von Georgi Feofanowitsch Smykalow, der mit den Studenten jedoch keine antiken Werke, sondern Zeitungs- und wissenschaftliche Texte las. Andrej Andrejewitsch Babinzew lehrte Japanisch, Maxim Konstantinowitsch Maksimow Mandschurisch.
Unter Sofronows Kommilitonen waren unter anderem Lew Menschikow, Wiktor Petrow und Boris Wachtin (der Sohn der Schriftstellerin Wera Fjodorowna Panowa).
Es waren stürmische Zeiten für Leningrad und die Orientalistik. Welgus wurde 1949 im Zuge der »Leningrader Affäre« verhaftet. Es hieß, er sei nach China gegangen; erst fünf Jahre später erfuhr Sofronow von seinem Verbleib, als Welgus aus Sibirien nach Leningrad zurückgekehrt war. Welgus’ Frau I.E. Ziperowitsch und O.L. Fischman wurden entlassen und selbst der Dekan Wiktor Morizowitsch Schtejn durch den weit weniger qualifizierten Geronti Walentinowitsch Jefimow ersetzt. Wiktor Maximowitsch Schirmunski wurde wegen »Kosmopolitismus« entlassen. 1949 wurde Alexander Alexejewitsch Wosnessenski, der von 1941 bis 1947 Rektor der Universität und später Bildungsminister der RSFSR war, verhaftet und 1950 erschossen.
Am 1. Oktober 1949 nahm Sofronow an einer Festveranstaltung im Haus der Schriftsteller in Leningrad zur Gründung der Volksrepublik China teil, bei der Alexejew den ersten Vortrag hielt. Im Frühjahr 1951 stand Sofronow in der Ehrenwache am Sarg von Alexejew.
Im Gegensatz zu Sergej Jewgenjewitsch Jachontow oder Petrow interessierte sich Sofronow zunächst wenig für chinesische Linguistik; er sah sich lange eher als Historiker. Dragunow gab ihm als Thema der ersten Hausarbeit Suffixe mit de 得 bei Verben der Wahrnehmung im Mittelchinesischen, denn für das moderne Chinesisch gab es keine brauchbaren Daten. Sofronow zog vor allem die Romane »Die drei Reiche« und »Die Räuber vom Liang-Schan-Moor« heran. 1950 war für die sowjetische Linguistik ein relativ günstiges Jahr, denn die Veröffentlichung von Stalins Schrift »Der Marxismus und die Fragen der Sprachwissenschaft« und die Verurteilung der Lehren von Nikolai Jakowlewitsch Marr ermöglichten wieder eine ernsthafte wissenschaftliche Forschung auf dem Gebiet. Dragunow war ein prominenter Vertreter der Disziplin, und in der Orientalistik nach der Hinrichtung von Jewgeni Dmitrijewitsch Poliwanow in vielerlei Hinsicht der einzige. Auch Marrs Schüler Iwan Iwanowitsch Meschtschaninow wurde abgesetzt und durch Alexander Alexejewitsch Cholodowitsch ersetzt.
Dragunow war bereits nach Moskau gezogen und empfahl Sofronow, sich mit dem Vietnamesischen zu befassen. Das Institut für Orientalistik hatte eben in Moskau eine Abteilung für Südostasien eingerichtet, und es gab nur wenige Experten für diese Sprache. Sofronow studierte mehr als ein Jahr lang intensiv Annamesisch anhand eines Lehrbuches von J. K. Stschutzki und reiste 1950 nach Moskau, wo er von Alexander Andrejewitsch Guber und Boris Klementjewitsch Paschkow herzlich aufgenommen wurde, doch ein Vietnamesisch-Studium gab es noch nicht.
Sofronow war stellvertretender Sekretär des Komsomol-Fakultätsbüros für Organisation, im fünften Studienjahr war er Stalin-Stipendiat, und im Mai 1952 trat er in die Partei ein.
1952 schloss Sofronow auch sein Studium an der Orientalischen Fakultät ab.
Sofronow war schon als Lektor für Chinesisch vorgesehen, doch im August 1952 trat er in den Militärdienst im Fernen Osten ein, als Übersetzer in Chabarowsk. Das Interesse der Armee an Chinesisch ergab sich aus dem Koreakrieg; außerdem wurden Presse- und Rundfunkaufzeichnungen aus Taiwan und Hongkong ausgewertet.
Es gab viel Arbeit, es fehlte an qualifizierten Fachkräften für Chinesisch (die meisten seiner Kollegen waren eilig umgeschulte Militärübersetzer für Japanisch) und Sofronows Karriere in der Armee schien gesichert, doch aufgrund des fernöstlichen Klimas erkrankte er schwer. Dies war Grund oder Vorwand für eine Rückkehr in die Wissenschaft. Im Mai 1954 wurde Sofronow im Rang eines Unterleutnants krankgeschrieben, ging im Herbst desselben Jahres nach Moskau und begann den Aufbaustudiengang der Moskauer Zweigstelle des Instituts für Orientalistik (seit November 1956: Institut für Chinastudien). Nach dem Tod von A. A. Dragunow im Februar 1955 wurde S. E. Dragunow sein Doktorvater.
1955 veröffentlichte Sofronow seinen ersten wissenschaftlichen Artikel in «Sowetskoje wostokowedenie» (Sowjetische Orientalistik); im selben Jahr reiste er zum ersten Mal nach China, für drei Monate als Teilnehmer einer Delegation der Akademie der Wissenschaften der UdSSR unter der Leitung von Iwan Pawlowitsch Bardin, Akademiemitglied und Direktor des Instituts für Metallurgie. Die Delegation war am Bau eines wichtigen Eisen- und Stahlwerks in Daye beteiligte. Die Reise war für Sofronow eine wichtige Gelegenheit, Bücher zu kaufen, die zu einer wichtigen Grundlage seiner wissenschaftlichen Arbeiten wurden.
Sofronow nahm von Anfang an regelmäßig an dem berühmten Seminar über mathematische Linguistik an der Staatlichen Universität Moskau teil. Es wurde im September 1956 unter der Schirmherrschaft von Andrej Nikolajewitsch Kolmogorow eröffnet und offiziell von Pjotr Sawwitsch Kusnezow geleitet, doch die Hauptorganisatoren waren Wladimir Andrejewitsch Uspenski und Wjatscheslaw Wsewolodowitsch Iwanow. Es war das wichtigste Ereignis in der Geschichte der sowjetischen Sprachwissenschaft der Nachkriegszeit. Auslöser war die erste Demonstration einer maschinellen Übersetzung vom Russischen ins Englische von IBM im Januar 1954, und das allgemeine Bestreben, die Gesetze der Mathematik auf die Sprachwissenschaft anzuwenden. Dieses war jedoch nicht unumstritten, die Begriffe »mathematische Linguistik« und »strukturelle Linguistik« waren noch verboten.
An dem Seminar waren unter anderem Tatjana Nikolajewna Moloschnaja, Igor Alexandrowitsch Meltschuk, Juri Konstantinowitsch Lekomzew und Sofronow beteiligt, die Alexej Andrejewitsch Ljapunow halfen, sich über Schleichwege zu einer der Veranstaltungen begeben. Das Seminar dauerte bis Juni 1958, und es gelang ihm, mathematische Methoden in der Linguistik zu »legalisieren«.
Eine der ersten Veröffentlichungen von Sofronow und anscheinend das erste Werk in der UdSSR und weltweit, das den Grundprinzipien der maschinellen Übersetzung aus dem Chinesischen gewidmet ist, entstand im Rahmen des Seminars.
Der Strukturalismus wurde zu einer der wichtigsten Grundlagen der Arbeit von Sofronow (insbesondere in stilistischer Hinsicht, was den Aufbau und die Kürze von Texten betrifft), aber gleichzeitig vermied er es im Gegensatz zu vielen Kollegen, das sprachliche Material in spektakuläre, aber Prokrustes-artige Schemata zu pressen. Sein Anliegen war es, zu verstehen, wie Sprache funktioniert, die Grundlagen ihrer Funktionsweise zu verstehen – phonetisch, grammatikalisch, morphologisch. Keine Struktur kann einen Wert an sich haben – sie ist nur ein Werkzeug zur Lösung der Forschungsaufgaben.
Gegen Ende seines Aufbaustudiums interessierte sich Sofronow so wie Dragunow für das Tibetische und sollte für ein langes Praktikum in das kürzlich »befreite« Tibet geschickt werden. Er studierte die Sprache bei Konstantin Michailowitsch Tscheremisow, doch nachdem er Nikolai Nikolajewitsch Korotkow 1956 auf einer Abteilungssitzung vielleicht etwas zu scharf für seine Herangehensweisen an die chinesische Grammatik kritisiert hatte, erhielt Sofronow einen Verweis und wurde gemeinsam mit seinem Kollegen Konstantin Kalinin (der im Rausch mit einem Polizisten gestritten hatte) zum Gegenstand des Artikels »Auf dem Weg zu größerer Bescheidenheit« an der Institutswandzeitung. Aus dem Tibet-Aufenthalt wurde nichts.
Im März 1957 heiratete Michail Wiktorowitsch, und im Dezember 1957 wurde ein Sohn geboren.
1958 verteidigte Sofronow seine Dissertation zur Erlangung des Titels eines Kandidaten der Philologischen Wissenschaften zum Thema »Komplexe Verben in der Sprache des Romans Shuǐhǔ zhuàn«. Das Werk wurde allerdings nicht zur Veröffentlichung als Monografie zugelassen.

### Forschung und Lehre
Um das bescheidene Gehalt eines Nachwuchsforschers aufzubessern, übersetzte Sofronow einen Roman von Ài Míngzhī 艾明之 ins Russische; er erschien beim Verlag Junge Garde.
Im März 1958 diskutierte Sofronow mit Jewgeni Iwanowitsch Kytschanow, damals noch Doktorand am Leningrader Institut um die tangutischen Bestände und Materialien zur phonetischen Rekonstruktion im Nachlass von Nikolai Alexandrowitsch Newski. Es war der Beginn eines großen gemeinsamen Projektes, das Material zu systematisieren und die Arbeit zur phonetischen Rekonstruktion abzuschließen.
Im September 1958 arbeitete Sofronow als Dolmetscher beim IV. Internationalen Slawischen Kongress, bei dem er Roman Ossipowitsch Jakobson kennenlernte.
1963 erschien unter der Schirmherrschaft von Nikolai Iosifowitsch Konrad das Buch von Sofronow und Jewgenij Iwanowitsch Kytschanow «Исследования по фонетике тангутского языка (предварительные результаты)» (Forschung zur Phonetik der tangutischen Sprache – vorläufige Ergebnisse), ein wichtiger Schritt zur Entwicklung von Sofronows eigener phonetischer Rekonstruktion. Es war die weltweit erste Monographie über tangutische Phonetik und erfreute sich großer Nachfrage; der Verlag musste sogar eine zweite Auflage herausbringen.
Damit wurde Sofronow ein informeller, aber wichtiger Teil der äußerst produktiven Forschungsgruppe für tangutische Studien mit Ksenija Borissowna Keping, Wsewolod Sergejewitsch Kolokolow und Anatoli Pawlowitsch Terentjew-Katanski.
Es war die Zeit der Wiederbelebung der tangutischen Studien nach der Hinrichtung ihrer wichtigsten Protagonisten, der Beginn einer neuen Epoche in diesem Forschungsgebiet.
Mithilfe des unvollendeten Arbeitswörterbuchs von Newski konnte man bereits Texte entziffern, doch die genauen Definitionen, der Klang tangutischer Wörter und die grammatikalische Struktur der Sprache mussten noch erforscht bzw. rekonstruiert werden. Grundlage war vor allem das Material, das Pjotr Kusmitsch Koslow aus Khara-Khoto zurückgebracht hatte: Wörterbücher, Sutren, Enzyklopädien und Gesetzestexte.
An seinem Heimatinstitut stieß Sofronow mit dieser Arbeit nur auf verhaltenes Interesse. Im Mai 1961 wurde er im Zusammenhang mit der Auflösung des Instituts für Sinologie in die Gruppe der Strukturtypologie östlicher Sprachen des Sektors der Sprache Chinas und der Sprachen der südostasiatischen Länder des Instituts für asiatische Völker versetzt. Dank G. P. Serdjutschenko wurde er mit der Redaktion der russischen Übersetzung von Alexander Warlamowitsch Kotow des komplexen Werks von Yuán Jiāhuá 袁家驊 »Die Dialekte der chinesischen Sprache« beauftragt, das 1957 erschien.
Im Dezember 1963 ließ sich Sofronow scheiden. Im April 1965 heiratete die Polonistin Ljudmila Aleksandrowna Kosyrewa, eine Mitarbeiterin des Instituts für Slawistik der Akademie der Wissenschaften der UdSSR. Im Jahr 1969, bei der Verteidigung ihrer Doktorarbeit, war Juri Michailowitsch Lotman einer der Gegner des Paares.
In den Jahren 1968 und 1970 veröffentlichte Sofronow seine zweibändige «Грамматика тангутского языка» (Grammatik der tangutischen Sprache), das bis heute das einzige grundlegende Werk seiner Art ist und nahezu unverändert bis heute Bestand haben sollte. Es enthält eine systematische Beschreibung der tangutischen Sprache und Phonetik sowie eine vollständige Liste der tangutischen Schriftzeichen. Das von Sofronow entwickelte System der phonetischen Rekonstruktion des Tangutischen ist eines der einflussreichsten in der wissenschaftlichen Welt. Die Rekonstruktion von Gong Hwang-cherng (Gōng Huángchéng 龔煌城), die sich heute weitgehend durchgesetzt hat, basiert direkt auf dem System von Sofronow.
Im Jahr 1970 wurde Sofronow für seine Arbeit zum Doktor der Philologie ernannt.
Ende Oktober 1970 begann Sofronow seine Tätigkeit am Institut für Fernoststudien der Akademie der Wissenschaften der UdSSR. Er beschäftigte sich dort intensiv mit der Geschichte der chinesischen Sprache und Schrift, der chinesischen Sprachpolitik, chinesischen Dialekten und anderen Problemen der Soziolinguistik.
Von 1978 bis 1993 war Sofronow ständiger Koautor aller sechs Bände der bemerkenswerten Reihe «Этническая история китайцев» (Ethnische Geschichte der Chinesen).
1975 wurde Sofronow über das IREX (International Research & Exchanges Board) in die USA eingeladen, wo er vier Monate lang als Dozent tätig war und Vorlesungen an zwölf Universitäten hielt. Er korrespondierte mit Bernhard Karlgren, Peter A. Boodberg, Wang Jingru 王靜如 und anderen.
1984 reiste Sofronow nach einer fast dreißigjährigen Pause zum ersten Mal wieder nach China, als Teil einer sowjetischen Delegation zum Studium von Fremdsprachen. Die Reise war interessant, aber nicht einfach: Schon am ersten Tag kam eine große Delegation junger chinesischer Gelehrter in Sofronows Zimmer und forderte ultimativ die Rückgabe der tangutischen Sammlung von Koslow an China. In den folgenden zweieinhalb Jahrzehnten reiste Sofronow häufig nach China (meist nach Yínchuān), vor allem im Zusammenhang mit tangutischen Themen.
Ab 1994 arbeitete Sofronow am Institut für asiatische und afrikanische Länder der Moskauer Staatlichen Universität. Im selben Jahr wurde ihm der Professorentitel verliehen. Michail Kusmitsch Rumjanzew spielte eine wichtige Rolle beim Übergang zu dieser neuen Stellung.
Sofronow war der wichtigste Vortragende der Disziplinen im Zusammenhang mit der Geschichte der chinesischen Sprache und Schrift. Ein Ergebnis dieser Tätigkeit war eine Vortragsskriptensammlung, die 2007 erschien. Von 2003 bis 2007 leitete Sofronow die Abteilung für chinesische Philologie an der ISAA-Universität Moskau. Unter ungünstigen Bedingungen tat er alles, um sicherzustellen, dass die chinesische Linguistik an der Moskauer Universität nicht unterging, sondern weiterhin ein würdiges Niveau hielt. Sofronow arbeitete 25 Jahre lang an der Moskauer Universität.
In all den Jahren gab Sofronow das Studium der tangutischen Sprache nicht auf. In den 1990er Jahren kam es zu einer fruchtbaren Zusammenarbeit mit taiwanesischen Experten auf dem Gebiet (vor allem Gong Hwang-cherng, auf dessen Einladung er von Februar bis September 1993 in Taiwan arbeitete). 1995 wurde er Honorarprofessor an der Universität Ningxia in Yínchuān, dem wichtigsten Zentrum für tangutische Studien in China. Im Jahr 2002 wurde dank der Bemühungen von Sofronow eine Übersetzung des tangutischen Wörterbuches «Смешанные знаки [трех частей мироздания]» veröffentlicht, für deren Fertigstellung A. P. Terentjew-Katanski keine Zeit hatte.
Trotz seiner enorm produktiven Forschungstätigkeit sieht Sofronow seine Hauptaufgabe in der Lehre, der Weitergabe des Wissens.

## Werke (Auswahl)
Sofronow verfasste bislang etwa 80 Artikel, 15 Monografien und 6 Lehrbücher.

### Monografien
- Китайский язык и китайская письменность. Moskau: Восток-запад, 2007.
- Смешанные знаки [трех частей мироздания]. Moskau: Восточная литература, 2002.
- Введение в китайский язык. Moskau: Муравей, 1996.
- Языкознание в Китае (Übersetzung aus dem Chinesischen). Moskau: Прогресс, 1989.
- Китайский язык и китайское общество. Moskau: Наука, 1979.
- Грамматика тангутского языка. Dissertation, 1970.
- Грамматика тангутского языка. Moskau: Наука, 1968.
- (mit Е. И. Кычанов) Исследования по фонетике тангутского языка. Moskau: Издательство восточной литературы, 1964.

### Artikel
- Decipherment and study of Tangut. In: Larry U. Clark, A. Paul A. (Hg.): Aspects of Altaic Civilization II. Draghi, Bloomington, 1978.
- Researches concerning the phonetics of the Tangut language. In: Acta Orientalia Academiae Scientiarum Hungaricae (1965).
- Die Methoden der Wortbildung in der Sprache des Romans Shuihuzhuan. In: Beiträge zum Problem des Wortes im Chinesischen Nr. 1 (1960).

## Weblink
- Софронов Михаил Викторович (Интеллектуальная Система Тематического Исследования НАукометрических данных)

| Personendaten    | Personendaten                                   |
| ---------------- | ----------------------------------------------- |
| NAME             | Sofronow, Michail Wiktorowitsch                 |
| ALTERNATIVNAMEN  | Софронов, Михаил Викторович (russisch)          |
| KURZBESCHREIBUNG | sowjetischer Sinologe und Sprachwissenschaftler |
| GEBURTSDATUM     | 11. Oktober 1929                                |
| GEBURTSORT       | Leningrad                                       |